# Phân biệt chủng tộc ở châu Âu
Một nghiên cứu về thái độ xã hội được thực hiện tại Đại học Harvard từ năm 2002-15 đã lập bản đồ các quốc gia ở châu Âu với các sự cố phân biệt chủng tộc cao nhất, dựa trên dữ liệu từ 288.076 người châu Âu da trắng. Nó đã sử dụng Thử nghiệm liên kết ngầm (một thử nghiệm tâm lý dựa trên phản ứng được thiết kế để đo lường sự thiên vị chủng tộc ngầm). Xu hướng chủng tộc yếu nhất được tìm thấy ở Serbia và Slovenia, và xu hướng chủng tộc mạnh nhất được tìm thấy ở Cộng hòa Séc, Litva, Belarus, Ukraina, Malta, Moldova, Bulgaria, Ý, Slovakia và Bồ Đào Nha.

## Bulgaria
Vào ngày 9 tháng 10 năm 1992, tổng thống Bulgaria đã ký Hội đồng Châu Âu Công ước khung về bảo vệ các dân tộc thiểu số, báo hiệu một cam kết mới nhằm duy trì các quyền của các dân tộc thiểu số.
Năm 2011, đảng nghị viện Ataka, tự nhận mình là tổ chức theo chủ nghĩa dân tộc, đã tấn công nhà thờ Hồi giáo ở trung tâm Sofia trong buổi cầu nguyện thứ Sáu. Vào năm 2013, một trong những nhà lãnh đạo của một đảng dân tộc khác, VMRO, Angel Djambasky đã bị điều tra vì kêu gọi người dân chống lại người nhập cư.
Ít nhất 6 tội ác phân biệt chủng tộc được thực hiện từ ngày 3 đến ngày 13 tháng 11 hàng năm. 112 trí thức ký đơn thỉnh cầu Tổng chưởng lý không đăng ký đảng Ataka, đơn đã bị từ chối bởi tổng chưởng lý.
Vào tháng 10 năm 2019, những người ủng hộ Bulgaria đã la hét phản đối sự lạm dụng phân biệt chủng tộc đối với các cầu thủ bóng đá Anh trong một trận đấu.

## Síp
Mặt trận dân tộc quốc gia, hay Mặt trận nhân dân quốc gia (tiếng Hy Lạp: Εθνικό Λαϊκό Μέτωπο (ΕΛΑΜ), Ethniko Laiko Metopo ELAM (Cyprus) là một phong trào siêu dân tộc (và sau đó, đảng chính trị) được thành lập năm 2008 tại Cộng hòa Síp. Đảng này là chủ đề gây tranh cãi trên các phương tiện truyền thông của người Síp và bối cảnh chính trị rộng lớn hơn. Nó đã nhiều lần bị buộc tội thúc đẩy phân biệt chủng tộc và có liên quan đến các hành vi bạo lực.

## Đan Mạch
YouGov xếp Đan Mạch là quốc gia phân biệt chủng tộc nhất ở Bắc Âu và là quốc gia phân biệt chủng tộc nhiều thứ ba ở Tây Âu. 29% không khoan dung với người da đen, người Do Thái, người Hồi giáo, người Romas hoặc người đồng tính nam. 72% đánh giá người Romas là "hoàn toàn tiêu cực" trong khi 45% có cảm xúc tiêu cực đối với người Hồi giáo. Những con nuôi người ngoại quốc thường bị lạm dụng chủng tộc.
Một người Do Thái tên Dan Uzan đã bị một người Hồi giáo giết chết trước một giáo đường như là một phần của vụ xả súng Copenhagen 2015. Tang lễ của ông có sự tham dự của thủ tướng và một số thành viên của quốc hội và ông được đặt tên là Dane của năm, bởi vì ông đã ngăn chặn những vụ giết người khác tại tổ chức Do Thái, nơi đã bị cảnh sát Đan Mạch hợp tác với quân đội Đan Mạch.
Những người trẻ không phải dân tộc Đan Mạch đã phàn nàn rằng một số sĩ quan cảnh sát đã hành động theo kiểu phân biệt chủng tộc.

## Đức
Khoảng thời gian sau khi Đức bị thua trong chiến tranh thế giới thứ nhất đã dẫn đến việc sử dụng chủ nghĩa bài Do Thái và các hình thức khác của phân biệt chủng tộc trong diễn ngôn chính trị, ví dụ như trong phe cánh hữu Freikorps , những cảm xúc cuối cùng đã lên đến đỉnh điểm quyền lực của Adolf Hitler và Đảng Quốc xã vào năm 1933. Chính sách chủng tộc của Đức Quốc xã và luật chủng tộc Nuremberg chống lại người Do Thái và những người không phải là Aryan đại diện cho các chính sách phân biệt chủng tộc rõ ràng nhất ở châu Âu trong thế kỷ XX. Những luật này đã tước bỏ quốc tịch Đức của tất cả người Do Thái, kể cả người có nửa dòng máu Do Thái và người có 1/4 dòng máu Do Thái cũng như những người không phải dân tộc Aryan. Tiêu đề chính thức của người Do Thái trở thành "chủ đề của nhà nước". Luật chủng tộc Nuremberg đã cấm các mối quan hệ tình dục và hôn nhân hỗn hợp giữa người Aryan và người Do Thái lúc đầu nhưng sau đó được mở rộng thành "người Di Gan, người Da Đen hoặc con đẻ của họ". 
Những mối quan hệ giữa các chủng tộc như vậy đã trở thành một tội phạm hình sự và có thể bị trừng phạt theo luật chủng tộc được gọi là "ô nhiễm chủng tộc" Rassenschande.

## Pháp
Các nhà lãnh đạo Do Thái nhận thức được chủ nghĩa bài Do Thái ở Pháp, chủ yếu là giữa những người Ả Rập hoặc người Berber Hồi giáo. Tuy nhiên, trí thức Do Thái thường bị buộc tội phân biệt chủng tộc. Tuy nhiên, trí thức Do Thái thường bị buộc tội phân biệt chủng tộc, như Eric Zemmour, Alain Finkelkrault hay Elisabeth Lévy.
Năm 1998, Ủy ban châu Âu chống phân biệt chủng tộc và không khoan dung (ECRI) của Hội đồng châu Âu đã đưa ra một báo cáo nêu rõ mối quan ngại về các hoạt động phân biệt chủng tộc ở Pháp và cáo buộc chính quyền Pháp không làm đủ để chống lại điều này. Báo cáo và các nhóm khác đã bày tỏ mối quan tâm về các tổ chức như Front National (Pháp). Trong một Khảo sát Pew gần đây, 47% người Pháp di cư từ Trung và Đông Âu (chủ yếu từ Ba Lan, Slovakia, Bulgaria, Hungary, Serbia và Romania, bao gồm người Slav và người Romani) là một điều rất tồi tệ. Tương tự như vậy, phần lớn những người được hỏi ở Pháp tiết lộ quan điểm tiêu cực về việc nhập cư Hồi giáo từ Châu Phi và Trung Đông. Một thiểu số nhỏ có dấu hiệu chống chủ nghĩa bài Do Thái. Khoảng 11% có quan điểm bất lợi về người Do Thái và 8% cảm thấy rằng chính sách của Hoa Kỳ chịu ảnh hưởng nhiều nhất từ người Do Thái.

## Nga
Thuật ngữ "pogrom" được sử dụng phổ biến trong tiếng Anh sau khi một làn sóng bạo loạn chống Do Thái quy mô lớn quét qua phía tây nam Nga hoàng vào năm 1881–1884. Một làn sóng các pogrom đẫm máu hơn đã nổ ra vào năm 1903-1906, khiến ước tính 2.000 người Do Thái chết. Vào đầu thế kỷ 20, hầu hết người Do Thái châu Âu sống ở cái gọi là Pale of Settlement, biên giới phía Tây của Đế quốc Nga bao gồm nói chung là các quốc gia hiện đại của Ba Lan, Litva, Belarus và các khu vực lân cận. Nhiều pogrom đi kèm với cách mạng 1917 và nội chiến Nga, ước tính khoảng 70.000 đến 250.000 người Do Thái dân sự đã bị giết trong sự tàn bạo trong suốt Đế quốc Nga; số trẻ mồ côi Do Thái vượt quá 300.000 người.
Vào thập niên 2000, các nhóm Tân chủ nghĩa Phát xít bên trong Nga đã tăng lên bao gồm hàng chục ngàn người. Chủ nghĩa phân biệt chủng tộc đối với cả công dân Nga (người dân Caavus,  người bản địa Siberia và Viễn Đông Nga, v.v.) và công dân không thuộc Nga của người châu Phi, Trung Á, Đông Á (người Việt, người Hoa, v.v.) và người châu Âu (Ukraina, v.v.) là một vấn đề quan trọng.
Kể từ năm 2008, số lượng tội phạm căm ghét ở Nga đã giảm đáng kể.
Giáo hội Chính thống Nga "tin rằng điều quan trọng đối với Nga là theo đuổi chiến dịch chống cực đoan và phát triển một chiến lược bền vững." Do đó, nó đã kêu gọi người nhập cư được giao việc và cơ hội tìm hiểu thêm về văn hóa Nga. Ngoài ra, tổ chức này đã kêu gọi những kẻ đầu trọc tập trung lại nhiệm vụ của họ để ngăn chặn một cách hợp pháp tội phạm và hành vi vô đạo đức.